# Pselliophora flammipes
Pselliophora flammipes är en tvåvingeart som beskrevs av Edwards 1926. Pselliophora flammipes ingår i släktet Pselliophora och familjen storharkrankar. Inga underarter finns listade i Catalogue of Life.